# آیزاک ادوارد امرسون
آیزاک ادوارد امرسون (انگلیسی: Isaac Edward Emerson; ۲۴ ژوئیهٔ ۱۸۵۹ – ۲۳ ژانویهٔ ۱۹۳۱) شیمی‌دان اهل ایالات متحده آمریکا بود.